# Sân bay Suceava
Sân bay Ştefan cel Mare (IATA: SCV, ICAO: LRSV) là một sân bay ở đông bắc România, 11 km về phía đông của đô thị Suceava, gần thị xã Salcea. Sân bay này có một đường băng dài 1800 m bề mặt bê tông. Sân đỗ máy bay có 6 chỗ đỗ.

## Lịch sử
Sân bay Ştefan cel Mare được khai trương năm 1932 với tên Sân bay Suceava. Dịch vụ bay thương mại do hãng TAROM bắt đầu vào năm 1960. Năm 1963, bề mặt đường băng được lát bê tông. TAROM tiếp tục cho đến năm 2001 và gián đoạn 3 năm, trong thời gian này, hãng Angel Airlines bay tại đây. Tháng 3 năm 2005, sân bay này được đổi tên thành "Ştefan cel Mare" theo Stephen the Great và trở thành sân bay quốc tế.
Đang có kế hoạch kéo dài đường băng lên 3400 m.

## Các hãng hàng không và các tuyến điểm
- Carpatair (Timişoara)
- TAROM (Bacău, Bucharest-Otopeni)